# (100465) 1996 TM16
(100465) 1996 TM16 es un asteroide perteneciente al cinturón de asteroides, descubierto el 4 de octubre de 1996 por el equipo del Spacewatch desde el Observatorio Nacional de Kitt Peak, Arizona, Estados Unidos.

## Designación y nombre
Designado provisionalmente como 1996 TM16.

## Características orbitales
1996 TM16 está situado a una distancia media del Sol de 2,904 ua, pudiendo alejarse hasta 3,602 ua y acercarse hasta 2,205 ua. Su excentricidad es 0,240 y la inclinación orbital 7,332 grados. Emplea 1807 días en completar una órbita alrededor del Sol.

## Características físicas
La magnitud absoluta de 1996 TM16 es 15,9. Tiene 3,584 km de diámetro y su albedo se estima en 0,072.